# Roh Moo-hyun
Roh Moo-Hyun (1. rujna 1946. – 23. svibnja 2009.), južnokorejski političar i državnik, 9. predsjednik Južne Koreje.

## Životopis

### Osobna pozadina
Roh Moo-hyun je rođen 1. rujna 1946. godine u malom mjestu blizu Busana na jugoistoku zemlje. Školovao se i završio osnovnu i srednju školu, ali nikad nije pohađao fakultet.
Već u 14. godini 1960. godine pobunio se protiv obveznih eseja koji su slavili tadašnjeg predsjednika Singmana Rheea.
Protivio se svakoj autoritarnoj vlasti, te je bio jedan od vođa pobunjenika protiv generala Parka, ali i u ostalim režimima je vidio prijetnju.
Po zanimanju je bio odvjetnik za ljudska prava prije nego što je otišao u politiku.

### Politička karijera i predsjedništvo
Sudjelovao je u radu Narodne Skupštine, ali je prozivao vlast za nesposobnost i korupciju.
Nekoliko puta dobivao je i gubio mjesto u Skupštini.
Natjecao se i za druge političke funkcije, ali je redovito gubio. Jedan od njegovih protivnika bio je predsjednik Lee Myung-bak.
Kim Young-sam, prvi civilni predsjednik, pozvao ga je u vladu, ali se s njim vrlo brzo posvadio.
Jedno vrijeme nije mu bio drag ni Kim Dae-jung, ali ga je podržao na izborima 1997. godine kada se Kim popeo na vlast.
Nakon njegovog mandata, Roh je simbolizirao promjenu, a njegov program osobito se svidio mladima koji su ga doveli na vlast.
Dana 25. veljače 2003. godine Roh je pobijedio na izborima. Razlika je bila samo 2% glasa.
Međutim, Roh je vrlo brzo razočarao "generaciju 386" (rođeni 1960-ih godina, studirali 1980-ih godina, a bili u 30-ima kada je termin skovan).
Nezaposlenost je rasla, osobito među mladima, strani kapital je pobjegao, a popularnost mu je drastično padala. U pet godina vlasti Roh je promijenio isto toliko premijera.
Imao je i niz gafova. Poslao je južnokorejske vojnike u Irak na zahtjev SAD-a, iako su ga smatrali anti-Amerikancem.
Imao je nezavidne diplomatske odnose s Japanom.
Njegova uprava konstantno je bila optuživana za korupciju i nesposobnost vođenja ekonomije.
Dana 12. ožujka 2004. godine parlament ga je opozvao, ali je već 14. svibnja vraćen na položaj.
No, nakon ponovnog ustoličenja, on nije promijenio svoju politiku.
Optužen je za podmićivanje i primanje 6 milijuna dolara mita nakon silaska s vlasti.

### Smrt i ostavština
Osramoćen i odbačen, povukao se u rodno selo i u 62. godini (2009.) počinio samoubojstvo.
Iza sebe je ostavio ženu i sina. Bio je posrnuli katolik.

## Vanjske poveznice
|  | Zajednički poslužitelj ima još gradiva o temi Roh Moo-hyun |